# Иванцево (Старорусский район)
Иванцево — деревня в Старорусском районе Новгородской области, входит в состав Наговского сельского поселения.
Расположена на северной стороне автодороги Р51 Шимск — Старая Русса, в 5 км к югу от озера Ильмень.
Ближайшие населённые пункты: деревни Бубновщина, Волковицы, Луньшино, Савкино.
До весны 2010 года Иванцево входило в состав ныне упразднённого Борисовского сельского поселения.

В деревне, на южной стороне автодороги, есть братское захоронение советских воинов.